# Segesta
Segesta (görögül: Egeszta) város volt az ókori elümiek politikai központja Északnyugat-Szicíliában. A hely Trapani megyében, Alcamo és Gibellina települések közelében fekszik.

## Történelme

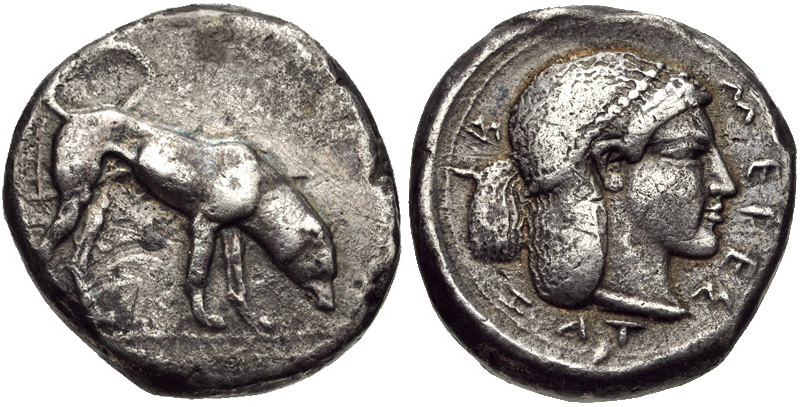
Segestai drachma

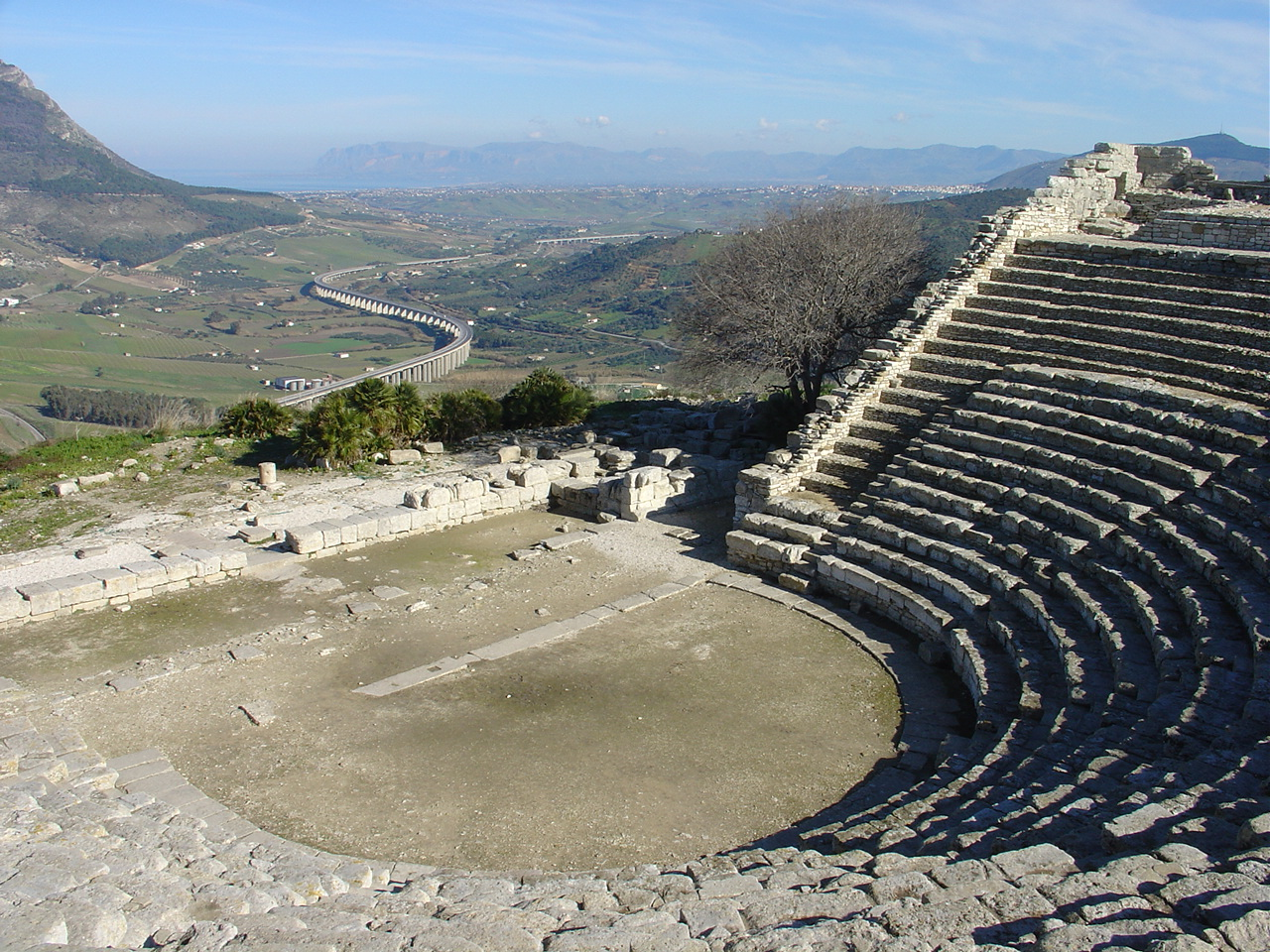
Görög színház romjai, Segesta

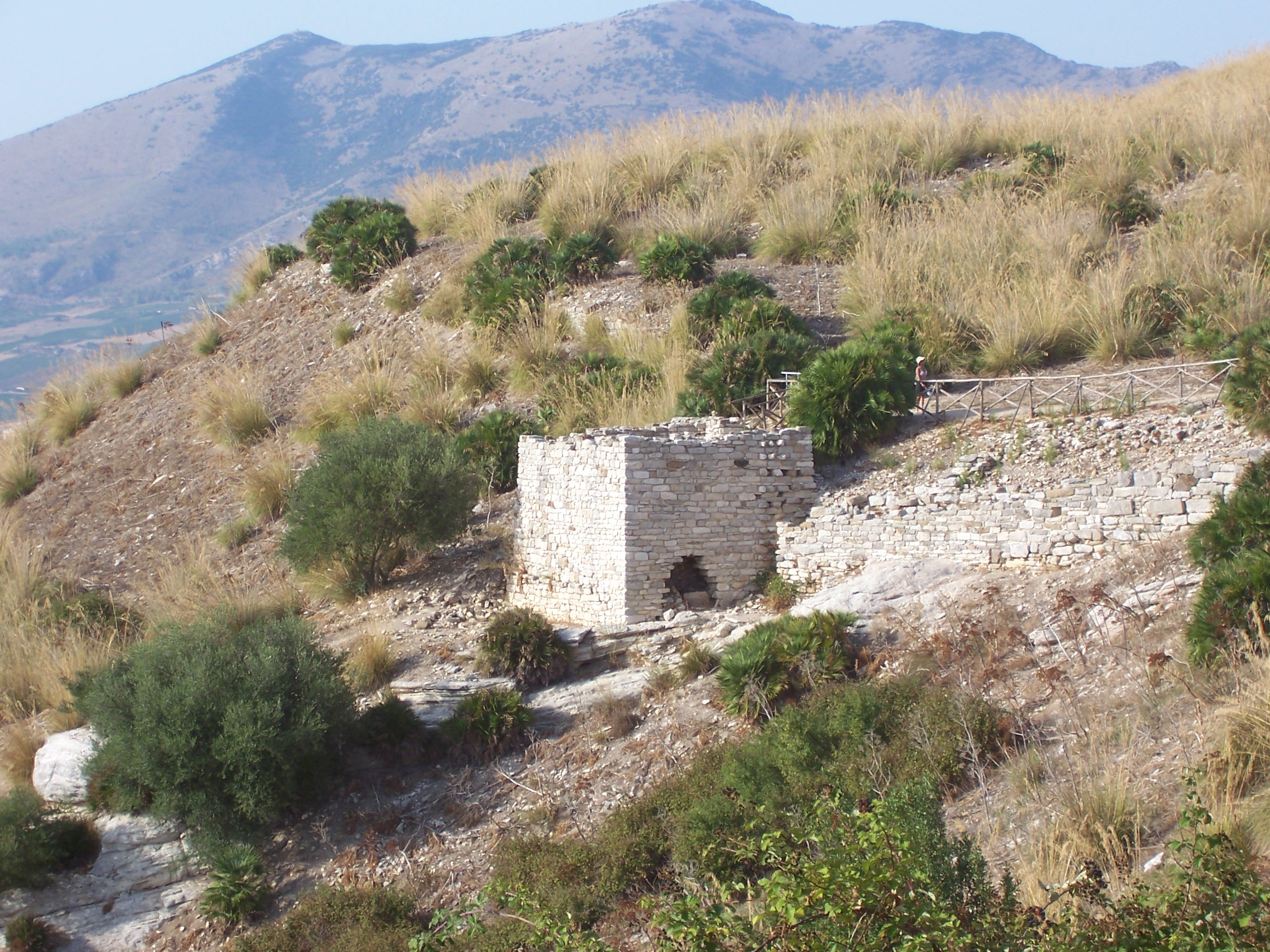
Segesta látképe

A hagyomány szerint – amint az Vergilius Aeneas c. művében olvasható – Segestát a helyi Acestes király alapította Aeneas azon embereivel, akik vele akartak maradni, hogy megalapítsák Acesta városát.
Azt a nézetet, mely szerint a várost eredetileg Acestának vagy Egestának hívták, és a rómaiak nevezték át később Segestává, pénzérméken talált feliratok cáfolták, melyek szerint Segesta volt a korábbi elnevezés.
Az elümiek Szicília három őslakos népcsoportjának egyike voltak, Segesta pedig a legnagyobb városaik közé tartozott. Másik két nagy elümi város Eryx és Entella voltak.
Segesta népessége eredetileg elümi-görög keverék volt. Az elümi lakosság később hellenizálódott, és számos görög szokást fölvett. 
Segesta állandó viszályban állt Selinussal (a mai Selinuntéval), amely föltehetően egy kikötésre alkalmas helyet próbált megkaparintani a Tirrén-tenger partján. Az első összecsapások Kr. e. 580 és 576 között történtek, majd Kr. e. 454-ben kiújultak. A konfliktus a későbbiekben egész Szicíliára hatást gyakorolt.
Kr. e. 415-ben Segesta felkérte Athént, hogy segítsen nekik Selinunte ellen. Ennek folyománya volt az athéniak szicíliai hadjárata (Kr. e. 415–413). Később Karthágótól kértek segítséget, akik porig rombolták Selinuntét. Segesta Karthágó szövetségese lett: ennek következménye az  volt, hogy I. Dionüsziosz, Szürakuszai zsarnoka Kr. e. 397-ben megostromolta, Agathoklész pedig Kr. e. 307-ben leromboltatta.
Kr. e. 256-ban a város Pürrosszal szövetkezett, de átállt az ellenséghez, amikor megadta magát a rómaiaknak Kr. e. 260-ban. A várost nem büntették meg a rómaiak amiatt, mert hosszú ideig a punok szövetségese volt, hanem „szabad és sérthetetlen várossá” nyilvánították. Ez annak volt köszönhető, hogy tiszteletben tartották a közös mitológiai gyökereket. Az elümiek és a rómaiak ugyanis – legalábbis a legendák szerint – egyaránt a trójaiak leszármazottai.
Kr. e. 104-ben Segestában rabszolgafelkelés robbant ki, Athenion vezetésével.
Keveset tudunk a város római kori történelméből, de föltehetően a város népessége fokozatosan a mai Castellamare del Golfo tengerparti területére húzódott, mert itt jobbak voltak a kereskedelmi kilátások.
A várost végül a vandálok pusztították el. Soha nem épült újjá.
A város romjai a Monte Bàrbaro csúcsán, 305 méteres tengerszint fölötti magasságban lelhetőek föl. A várost több oldalról meredek lejtők, a lankásabb, a templom felőli részen pedig falak védték. A hegycsúcsról a Castellamarei-öbölre csodálatos kilátás nyílik. A városon számos fontos út vezetett keresztül.
A város alaprajza kevéssé ismert. Légi felvételek szerint szabályos városterv figyelhető meg. Helyenként teraszokra építkeztek a lejtős talaj miatt. A mai maradványok valószínűleg az Agathoklész rombolását követő újjáépítés idejéből származnak.

## Segesta maradványai

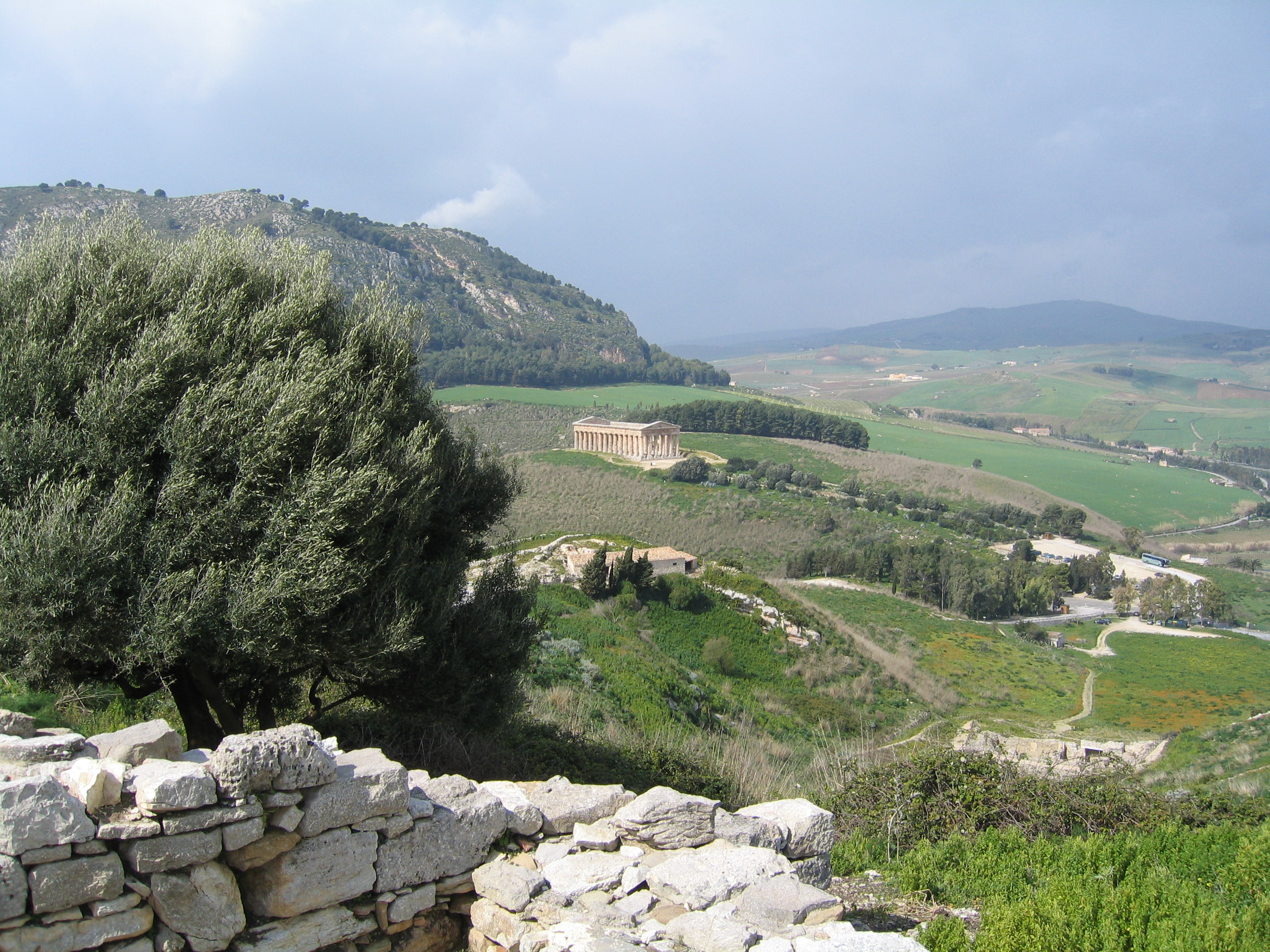
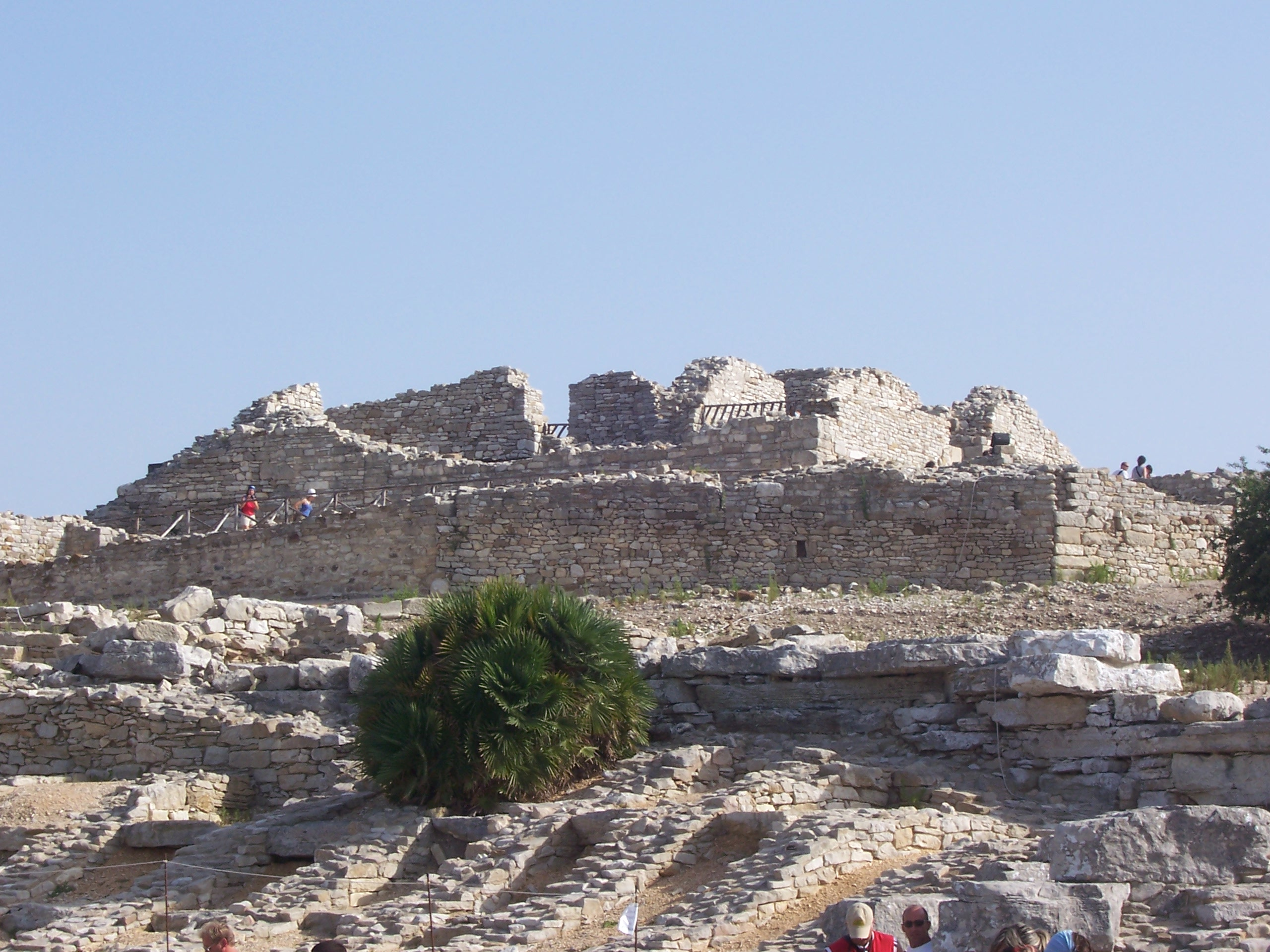
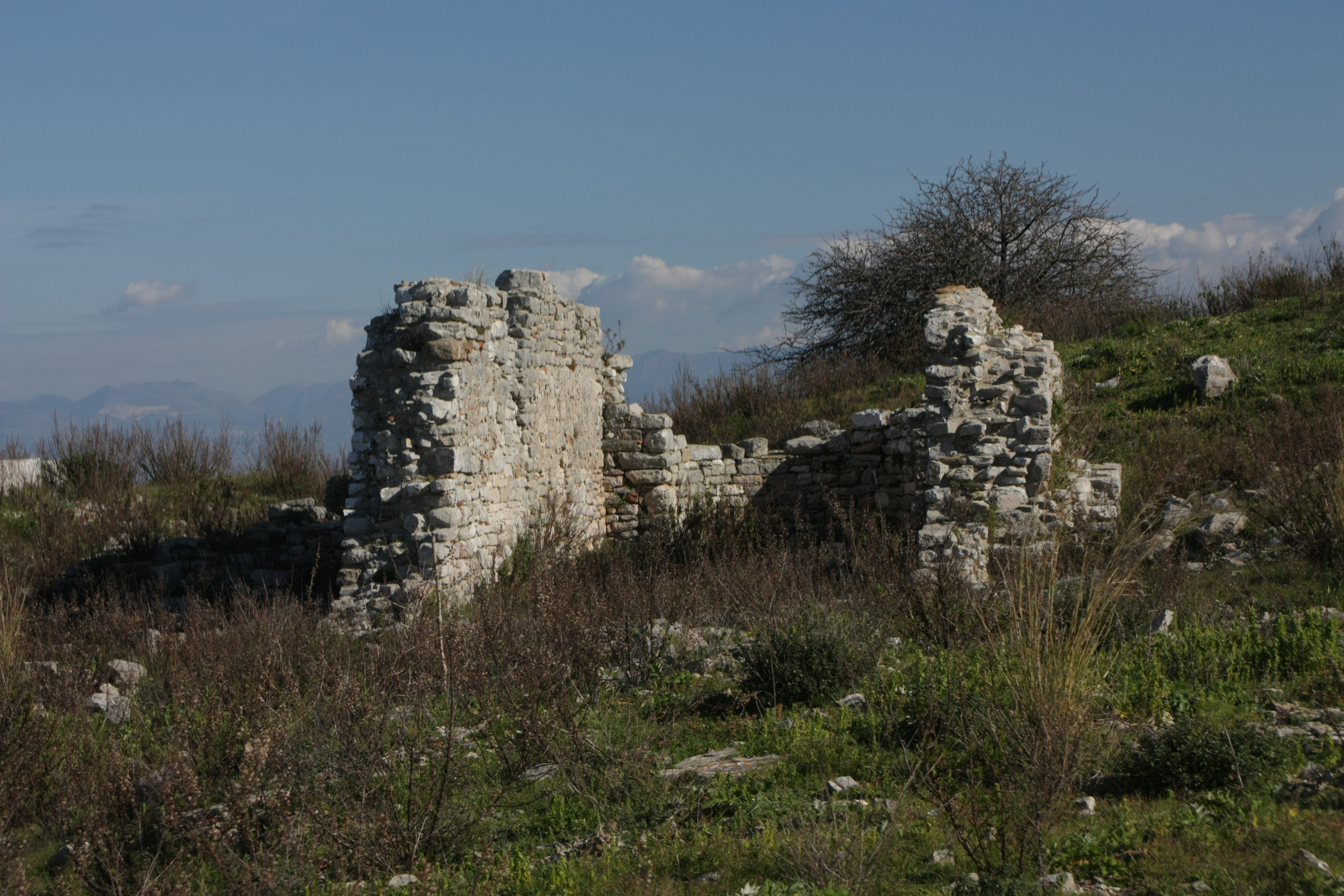
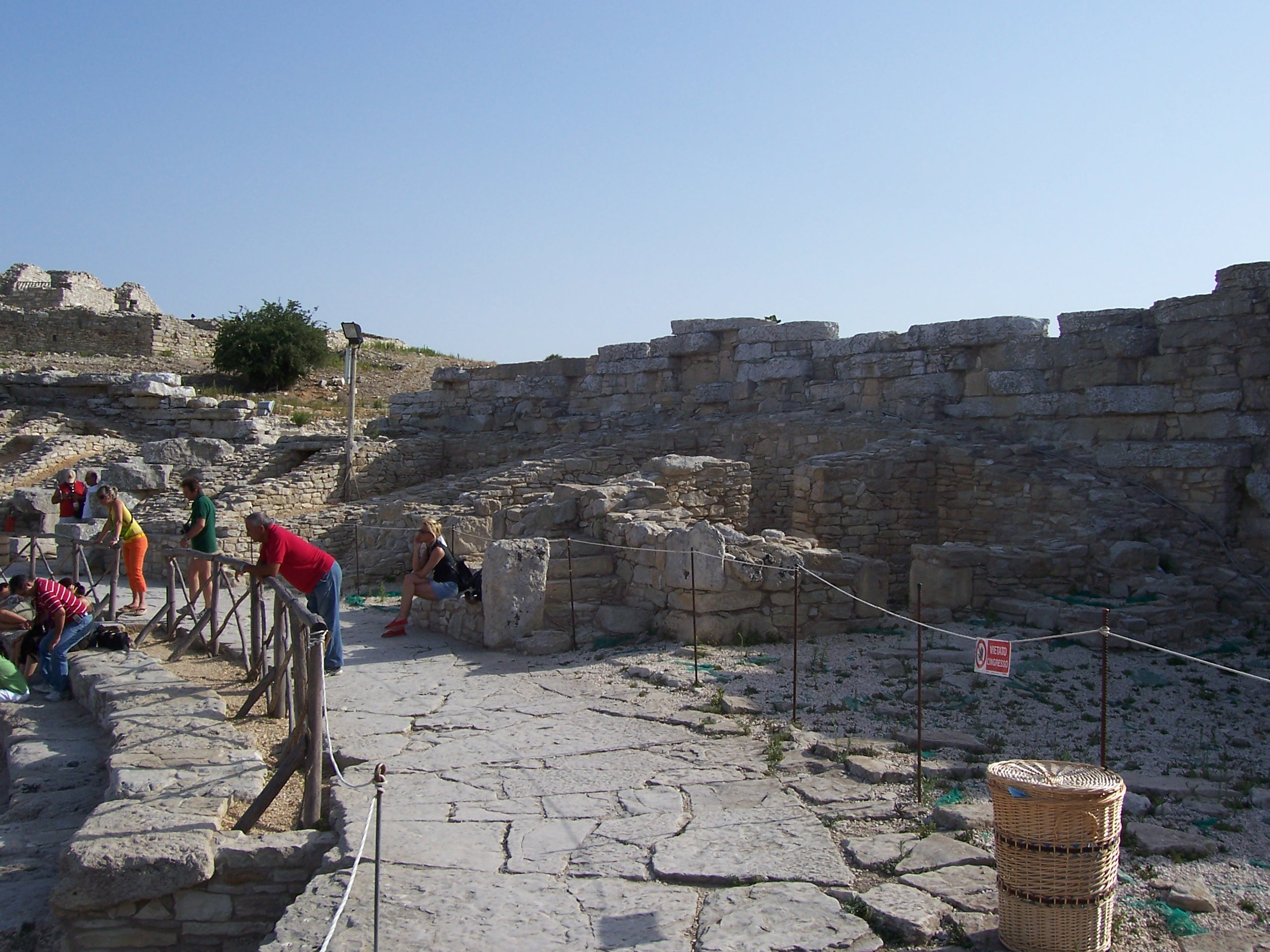
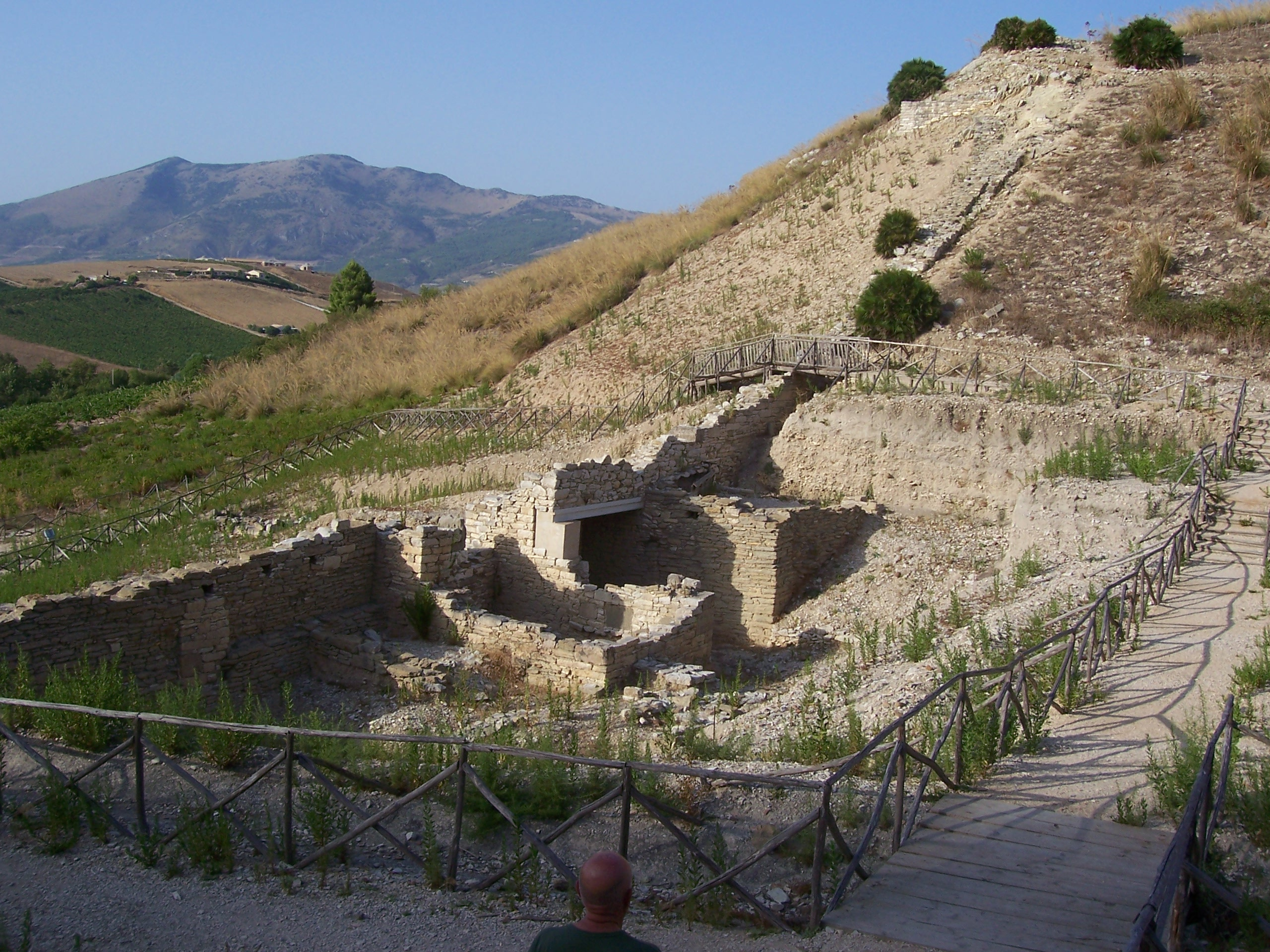
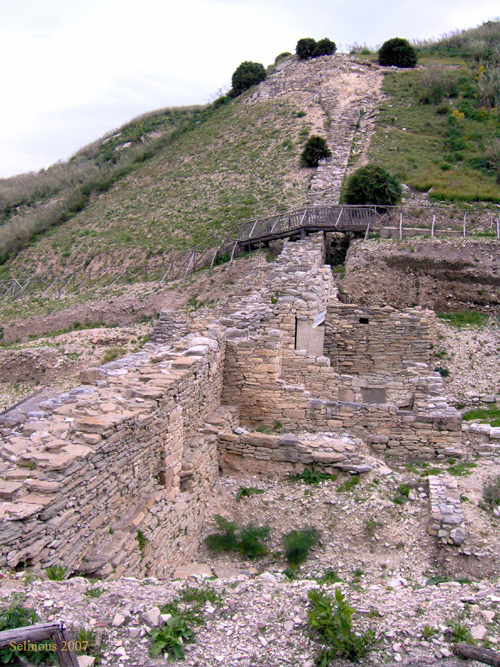
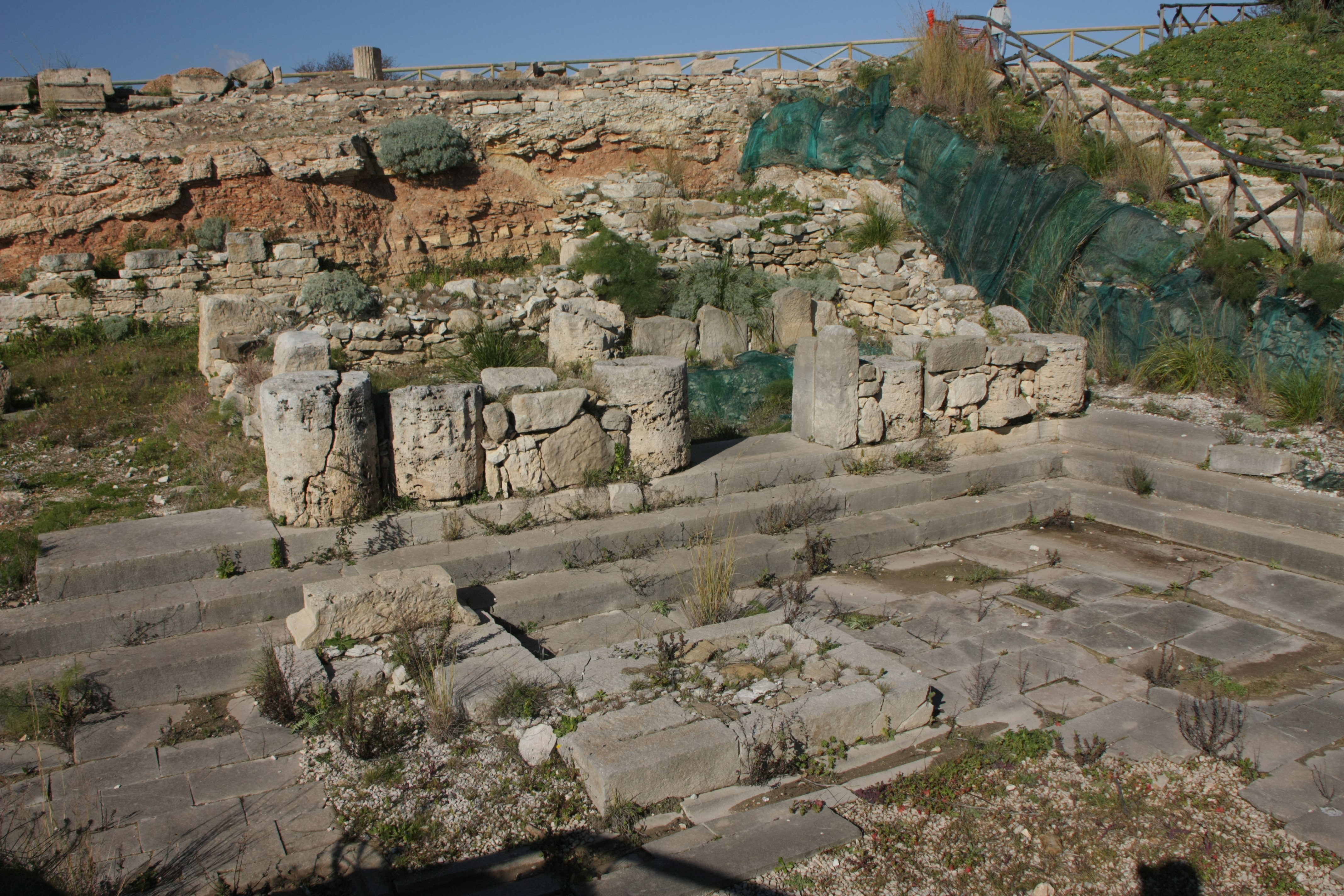

## Az ókori templom

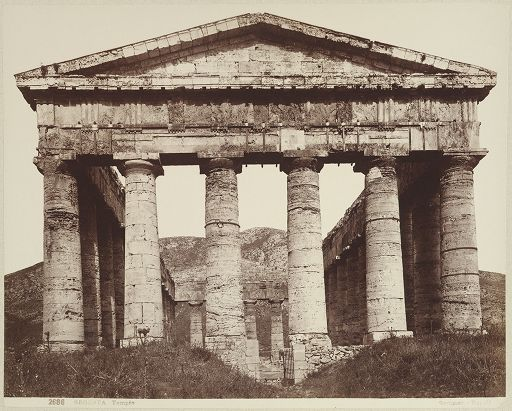
A templom helyreállítása előtt

A helyreállított kultikus építményt az elümerek emelték, i. e. 420 körül. Lépcsőzetes alapzatának területe 61 x 26 méter, gerendázata 36 dór oszlopon nyugszik és a hat-hat pillér tartotta két, immár díszítések nélküli homlokzati timpanonját. Síma, 9,4 méter magas oszlopainak átmérője alul 1,95 méter, felfelé szűkül. Az oszlopok közötti köz 2,4 méter, tető nélküli épület. Befejezését talán az itt folyt elnyúló harcok tették lehetetlenné, vagy esetleg eredetileg is nyitott teret képzeltek el építői.